# Andeskrikand
Andeskrikand (latin: Anas andium) er en andefugl, der lever i Andesbjergene af det nordvestlige Sydamerika.